# مدرسه رازی (نیویورک)
مدرسه رازی  مدرسه‌ای اسلامی در وودساید، نیویورک است. این مدرسه در همان ساختمانی واقع شده که مؤسسه اسلامی نیویورک قرار دارد. دانش آموزان آن در ۱۲ کلاس در ساختمانی اجاره شده از بنیاد علوی تحصیل می‌کنند.